# Liste der Baudenkmäler in Mönchengladbach (Denkmäler T–Z)
Die Liste der Baudenkmäler in Mönchengladbach (Denkmäler T–Z) enthält die denkmalgeschützten Bauwerke auf dem Gebiet der Stadt Mönchengladbach in Nordrhein-Westfalen (Stand: 8. Juni 2021). Diese Baudenkmäler sind in der Denkmalliste der Stadt Mönchengladbach eingetragen; Grundlage für die Aufnahme ist das Denkmalschutzgesetz Nordrhein-Westfalen (DSchG NRW).

Baudenkmäler sind „Denkmäler, die aus baulichen Anlagen oder Teilen baulicher Anlagen bestehen“.
Die Denkmalliste der Stadt Mönchengladbach umfasst 1000 Baudenkmäler, darunter 651 Wohnhäuser, 79 Wohn- und Geschäftshäuser, 65 Kirchen, Kapellen oder Klöster, 62 öffentliche Gebäude, 45 Kleindenkmäler, 39 Hofanlagen, 18 Wehranlagen, Burgen oder Adelssitze, 17 Geschäftshäuser, Verwaltungsgebäude oder handwerkliche Betriebe, 16 Industrieanlagen sowie acht Friedhöfe.

## Baudenkmäler
Die Liste umfasst, falls vorhanden, eine Fotografie des Denkmals, als Bezeichnung falls vorhanden den Namen, sonst kursiv den Gebäudetyp, den Ortsteil in der das Baudenkmal liegt und die Adresse, das Datum der Unterschutzstellung und die Eintragungsnummer der unteren Denkmalbehörde der Stadt Mönchengladbach. Der Name entspricht dabei der Bezeichnung durch die untere Denkmalbehörde der Stadt Mönchengladbach. Abkürzungen wurden zum besseren Verständnis aufgelöst, die Typografie an die in der Wikipedia übliche angepasst und Tippfehler korrigiert.
| Bild                                                  | Bezeichnung                                           | Lage                                                        | Beschreibung | Bauzeit                        | Denkmal- nummer | Eintragung Aktenzeichen |
| ----------------------------------------------------- | ----------------------------------------------------- | ----------------------------------------------------------- | --- | ------------------------------ | --------------- | ----------------------- |
| Fachwerkhofanlage                                     | Fachwerkhofanlage                                     | Tomper Straße 27 Lage                                       | Siehe Tomper Straße 27 (Mönchengladbach) | 18./19. Jahrhundert            | T 001           | 4. Dezember 1984        |
| Wohnhaus (ehemalige Scheune)                          | Wohnhaus (ehemalige Scheune)                          | Tomper Straße 21 Lage                                       | Siehe Tomper Straße 21 (Mönchengladbach) | 18./19. Jahrhundert            | T 002           | 4. Dezember 1984        |
| Fachwerkhofanlage                                     | Fachwerkhofanlage                                     | Trimpelshütter Straße 17 Lage                               | Siehe Trimpelshütter Straße 17 (Mönchengladbach) | 1783                           | T 003           | 4. Dezember 1984        |
| Wohnhaus                                              | Wohnhaus                                              | Taubenstraße 11 Lage                                        | Siehe Taubenstraße 11 (Mönchengladbach) | 1910                           | T 004           | 14. Oktober 1986        |
| Wohnhaus                                              | Wohnhaus                                              | Trompeterallee 24/24 a Lage                                 | Siehe Trompeterallee 24/24a (Mönchengladbach) | vor 1908                       | T 005           | 14. Oktober 1986        |
| Wohnhaus                                              | Wohnhaus                                              | Taubenstraße 27 Lage                                        | Siehe Taubenstraße 27 (Mönchengladbach) | 1905                           | T 006           | 7. August 1990          |
| Kapelle                                               | Kapelle                                               | Tomper Straße 53 Lage                                       | Siehe Marienkapelle Hardt | 19. Jh.                        | T 007           | 15. Dezember 1987       |
| ehemalige Polizeikaserne                              | ehemalige Polizeikaserne                              | Theodor-Heuss-Straße 149 Lage                               | Siehe Theodor-Heuss-Straße 149 (Mönchengladbach) | 1938/1939                      | T 008 a         | 9. August 1988          |
| Reithalle mit Pferdestall, Zwischentrakt und Tortrakt | Reithalle mit Pferdestall, Zwischentrakt und Tortrakt | Theodor-Heuss-Straße 149 Lage                               | Siehe Theodor-Heuss-Straße 149a (Mönchengladbach) | 1938/1939                      | T 008 b         | 9. August 1988          |
| Wohnhaus                                              | Wohnhaus                                              | Trompeterallee 15 Lage                                      | Siehe Trompeterallee 15 (Mönchengladbach) | 1895                           | T 009           | 17. September 1991      |
| Wohnhaus                                              | Wohnhaus                                              | Trompeterallee 32 Lage                                      | Siehe Trompeterallee 32 (Mönchengladbach) | 1908                           | T 010           | 30. Januar 1992         |
| Dicker Turm und Stadtmauer                            | Dicker Turm und Stadtmauer                            | Turmstiege 16 Lage                                          | Siehe Turmstiege 16 (Mönchengladbach) | 14.–17. Jahrhundert            | T 011           | 14. Mai 1985            |
| Priestergrabstätte                                    | Priestergrabstätte                                    | Thomas-Mann-Straße Lage                                     | Siehe Priestergrabstätte Hardt-Venn | 1896                           | T 012           | 16. April 1999          |
| Hochkreuz                                             | Hochkreuz                                             | Thomas-Mann-Straße Lage                                     | Siehe Hochkreuz Hardt-Venn | 1885                           | T 013           | 16. April 1999          |
| Wohnhaus                                              | Wohnhaus                                              | Trompeterallee 16 Lage                                      | Siehe Trompeterallee 16 (Mönchengladbach) | 1908                           | T 014           | 24. Juni 1992           |
| Wohnhaus                                              | Wohnhaus                                              | Trompeterallee 18 Lage                                      | Siehe Trompeterallee 18 (Mönchengladbach) | 1911                           | T 015           | 23. September 1992      |
| Wohnhaus                                              | Wohnhaus                                              | Trompeterallee 28 Lage                                      | Siehe Trompeterallee 28 (Mönchengladbach) | vor 1910                       | T 016           | 24. Juni 1992           |
| Wegekreuz                                             | Wegekreuz                                             | Tomper Straße Lage                                          | Siehe Wegekreuz Hardt | 1876                           | T 017           | 28. Juli 2009           |
| Kriegergedenkstätte                                   | Kriegergedenkstätte                                   | Tackhütte Lage                                              | Siehe Kriegergedenkstätte Tackhütte | 1896                           | T 018           | 29. September 2009      |
| Fachwerkhaus                                          | Fachwerkhaus                                          | Unterheydener Straße 15 a Lage                              | Siehe Unterheydener Straße 15a (Mönchengladbach) | um 1800                        | U 001           | 4. Dezember 1984        |
| Fachwerkhaus                                          | Fachwerkhaus                                          | Unterheydener Straße 21a Lage                               | Siehe Unterheydener Straße 21a (Mönchengladbach) | 18. Jh.                        | U 002           | 4. Dezember 1984        |
| Fachwerkhaus                                          | Fachwerkhaus                                          | Unterheydener Straße 23 Lage                                | Siehe Unterheydener Straße 23 (Mönchengladbach) | 18. Jh.                        | U 003           | 4. Dezember 1984        |
| Fachwerkhaus                                          | Fachwerkhaus                                          | Unterheydener Straße 27 Lage                                | Siehe Unterheydener Straße 27 (Mönchengladbach) | 18. Jh.                        | U 005           | 4. Dezember 1984        |
| Fachwerkhaus                                          | Fachwerkhaus                                          | Unterheydener Straße 27 a Lage                              | Siehe Unterheydener Straße 27a (Mönchengladbach) | 18. Jh.                        | U 006           | 4. Dezember 1984        |
| Fachwerkhaus                                          | Fachwerkhaus                                          | Unterheydener Straße 29 Lage                                | Siehe Unterheydener Straße 29 (Mönchengladbach) | 18. Jh.                        | U 007           | 4. Dezember 1984        |
| Wohngeschäftshaus                                     | Wohngeschäftshaus                                     | Untere Straße 131–135, 143–151 Lage                         | Siehe Untere Straße 131–135, 143–151 (Mönchengladbach) | 18. Jh.                        | U 008           | 4. Dezember 1984        |
| Fachwerkhofanlage                                     | Fachwerkhofanlage                                     | Ueddinger Straße 230-234 Lage                               | Siehe Huppertzhof | 18. Jh.                        | U 009           | 14. Oktober 1986        |
| Fachwerkhaus                                          | Fachwerkhaus                                          | Ueddinger Straße 296 Lage                                   | Siehe Ueddinger Straße 296 (Mönchengladbach) | 18. Jh.                        | U 010           | 6. Februar 1992         |
| Fachwerkhaus                                          | Fachwerkhaus                                          | Unterheydener Straße 25 Lage                                | Siehe Unterheydener Straße 25 (Mönchengladbach) | 18. Jh.                        | U 011           | 4. Dezember 1984        |
| Wohngeschäftshaus                                     | Wohngeschäftshaus                                     | Viersener Straße 51 Lage                                    | Siehe Viersener Straße 51 (Mönchengladbach) | Jahrhundertwende               | V 001           | 4. Dezember 1984        |
| Wohnhaus                                              | Wohnhaus                                              | Von-Galen-Straße 101 Lage                                   | Siehe Von-Galen-Straße 101 (Mönchengladbach) | 1898                           | V 002           | 4. Dezember 1984        |
| Wohnhaus                                              | Wohnhaus                                              | Von-Galen-Straße 48 Lage                                    | Siehe Von-Galen-Straße 48 (Mönchengladbach) | 1898                           | V 003           | 4. Dezember 1984        |
| Wohnhaus                                              | Wohnhaus                                              | Viersener Straße 134 Lage                                   | Siehe Viersener Straße 134 (Mönchengladbach) | Jahrhundertwende               | V 004           | 4. Dezember 1984        |
| Wohnhaus                                              | Wohnhaus                                              | Viersener Straße 56/56 a Lage                               | Siehe Viersener Straße 56 (Mönchengladbach) | Jahrhundertwende               | V 005           | 4. Dezember 1984        |
| Wohnhaus (Stadtvilla)                                 | Wohnhaus (Stadtvilla)                                 | Viersener Straße 180 Lage                                   | Siehe Viersener Straße 180 (Mönchengladbach) | Ende des 19. Jahrhunderts      | V 006           | 4. Dezember 1984        |
| Fachwerkhaus                                          | Fachwerkhaus                                          | Viehstraße 39 Lage                                          | Siehe Viehstraße 39 (Mönchengladbach) | unbekannt                      | V 007           | 4. Dezember 1984        |
| weitere Bilder                                        | Wasserturm Mönchengladbach                            | Viersener Straße 115 Lage                                   | Siehe Wasserturm Mönchengladbach | 1908/09                        | V 008           | 14. Oktober 1986        |
| Kapelle                                               | Kapelle                                               | Voosen 61 Lage                                              | Siehe Zur hl. Agatha (Voosen) | 2. Hälfte des 19. Jahrhunderts | V 009           | 2. Juni 1987            |
| Wohnhaus                                              | Wohnhaus                                              | Viersener Straße 96 Lage                                    | Siehe Viersener Straße 96 (Mönchengladbach) | 1903                           | V 010           | 2. Juni 1987            |
| Wohnhaus                                              | Wohnhaus                                              | Viersener Straße 98 Lage                                    | Siehe Viersener Straße 98 (Mönchengladbach) | 1900                           | V 011           | 2. Juni 1987            |
| Wohnhaus                                              | Wohnhaus                                              | Viersener Straße 100 Lage                                   | Siehe Viersener Straße 100 (Mönchengladbach) | Jahrhundertwende               | V 012           | 2. Juni 1987            |
| Wohngeschäftshaus                                     | Wohngeschäftshaus                                     | Viersener Straße 102 Hagelkreuzstraße 2 Lage                | Siehe Viersener Straße 102 (Mönchengladbach) | Jahrhundertwende               | V 013           | 2. Juni 1987            |
| Wohnhaus                                              | Wohnhaus                                              | Viersener Straße 88 Lage                                    | Siehe Viersener Straße 88 (Mönchengladbach) | 1905                           | V 014           | 15. Dezember 1987       |
| Wohnhaus                                              | Wohnhaus                                              | Viersener Straße 123 Lage                                   | Siehe Viersener Straße 123 (Mönchengladbach) | 1912                           | V 015           | 15. Dezember 1987       |
| Wohnhaus                                              | Wohnhaus                                              | Viersener Straße 143 Lage                                   | Siehe Viersener Straße 143 (Mönchengladbach) | 1900                           | V 017           | 18. September 1991      |
| Schule                                                | Schule                                                | Von-der-Helm-Straße 198 Lage                                | Siehe Von-der-Helm-Straße 198 (Mönchengladbach) | 1899–1901, 1912                | V 018           | 3. Juni 1993            |
| Wohnhaus                                              | Wohnhaus                                              | Viersener Straße 125/127 Lage                               | Siehe Viersener Straße 125–127 (Mönchengladbach) | unbekannt                      | V 019           | 28. März 1995           |
| Wohnhaus                                              | Wohnhaus                                              | Viersener Straße 129/131 Lage                               | Siehe Viersener Straße 129–131 (Mönchengladbach) | 1925/26                        | V 020           | 28. März 1995           |
| Wohnhaus                                              | Wohnhaus                                              | Viersener Straße 133 Lage                                   | Nördlich des Wasserturms auf dem stadtauswärts gerichteten Straßenabschnitt, der beidseitig eine annähernd geschlossene historische Zeilenbebauung aufweist. Hier steht das Gebäude in einem Ensembleverbund mit acht weiteren, punktuell durch zwei Nachkriegsbauten unterbrochenen historischen Wohnbauten. Ein zweigeschossiger Putzbau mit Satteldach und breit ausgebildetem Zwerchhaus. Asymmetrisch gegliedert durch Akzentuierung der linken Gebäudehälfte mittels flach vorgewölbtem, dreiseitig geöffnetem Erker. Die horizontale Gliederung übernehmen ein Sockel-, Stockwerk- und weit vorkragendes Traufgesims. Fenster in rhythmisierter Anordnung bei variierender Ausführung. Die Unterschutzstellung erfolgt aus städtebaulichen und architekturhistorischen Gründen. | 1912–1914                      | V 021           | 28. März 1995           |
| Wohnhaus                                              | Wohnhaus                                              | Viersener Straße 135 Lage                                   | Das Gebäude liegt nördlich des Wasserturms auf dem stadtauswärts gerichteten Straßenabschnitt, der beidseitig eine annähernd geschlossene historische Zeilenbebauung aufweist. Ein dreigeschossiger Putzbau mit ausgebautem Dachgeschoss. Asymmetrisch gegliedert durch Akzentuierung der Eingangsachse (r.) mittels zweigeschossigem, flach vorgewölbtem Erker und einem übergiebelten Zwerchhaus mit Balkonaustritt. Ein einzelnes Stockwerk- und Sohlbankgesims als Horizontalbetonung. Die Fenster der linken Fassadenhälfte (EG drei, OG je 2) in regelmäßiger Anordnung und gleichförmig rechteckiger Ausbildung; mit profilierten Sohlbänken dekoriert. Der die rechte Gebäudehälfte einnehmende Erker ist durch drei schmaler formulierte und durch Sohlbankgesims verbundene Hochrechteckfenster geöffnet. Neben dem Hauseingang links ein kleineres, vergittertes Fenster. Die Fläche des Satteldaches durchbricht eine zweifenstrige Gaube. Eine Unterschutzstellung des Gebäudes liegt daher aus städtebaulichen Gründen im öffentlichen Interesse. | 1927                           | V 022           | 28. März 1995           |
| Wohnhaus                                              | Wohnhaus                                              | Viersener Straße 145 Lage                                   | Dreigeschossiger Putzbau von vier Achsen mit befenstertem Drempel unter flach geneigtem Satteldach; rückwärtig langgestreckter Anbau, mit dem des Nachbarhauses (Nr. 147) gekoppelt. Horizontal gegliedert durch Sockel-, Sohlbank-, Stockwerk- und Traufgesims. Ein konsolgestützter Erker in Vierpfeiler-Eckkonstruktion und balusterbegrenztem Balkonaufsatz als asymmetrischer Akzent und plastische Auflockerung der ansonsten regelmäßig ausgeführten Fassade. Erschließung des Hauses von der rechten Achse her mit tief eingeschnittener Eingangsnische. Fensterdisposition in regelmäßiger Reihung bei gleichförmig hochrechteckigen Fensterformaten mit geschossweise variierender Rahmung. Im EG konsolgestütztes Gebälk von Segmentgiebel mit Schlussstein überkrönt; Eingangsrahmung kräftiger formuliert und im Detail variierend. Im ersten OG Ohrenrahmung mit Dreiecksgiebel und im zweiten OG ein schlichtes Profilgebälk als Verdachung. Die Fensteröffnungen des Drempels sind als liegende Rechtecke ausgebildet und mit einer schmucklosen Profilrahmung gefasst. Insgesamt fein modellierte Stuckornamentik unter eklektischer Verwendung renaissancistischer Stilelemente. Neben den Öffnungseinfassungen vegetabilisch ausgebildeter Brüstungs- und Bekrönungsschmuck, horizontale Putzbänder und Bukranien zwischen den Drempelfenstern. Eine Unterschutzstellung des Objektes liegt aus städtebaulichen und architekturhistorischen Gründen im öffentlichen Interesse. | um 1900                        | V 023           | 7. Dezember 1994        |
| Wohnhaus                                              | Wohnhaus                                              | Viersener Straße 147 Lage                                   | Dreigeschossiger Putzbau von drei Achsen mit befenstertem Drempel unter flach geneigtem Satteldach; rückwärtig langgestreckter Anbau, mit dem des Nachbarhauses (Nr. 145) gekoppelt. Horizontal gegliedert durch Sockel-, Sohlbank-, Stockwerk- und konsolgestütztes Traufgesims. Ein kastenförmiger Erker mit Balkonaufsatz als mittelaxialer Akzent. Erschließung des Hauses von der linken Achse her mit tief eingeschnittener Eingangsnische. Fenster in regelmäßiger Anordnung; alle gleichförmig hochrechteckig ausgebildet und mit geschossweise variierender Rahmung gefasst; die Fensteröffnungen des Drempels sind liegende Rechtecke. Insgesamt aufwändige Fassadenstuckierungen unter eklektischer Verwendung renaisassancistischer Stilelemente. Neben Stuckverzierungen der Wandöffnungen ornamentaler Brüstungsschmuck, horizontale Putzbänder und nicht näher ableitbare Dekorformen im EG. Das Objekt ist aus städtebaulichen und architekturhistorischen Gründen als Baudenkmal schützenswert. | um 1900                        | V 024           | 7. Dezember 1994        |
| Wohnhaus                                              | Wohnhaus                                              | Viersener Straße 58 Lage                                    | Das Objekt liegt unmittelbar nördlich der Hermann-Piecq-Anlage an der Viersener Straße. Es ist ein vierachsiges, zweigeschossiges Wohnhaus unter Satteldach. Plastisch durchgeformte Fassadengestaltung aus Gesimsen und horizontalen Putzbändern mit aufgesetzten Diamantquadern. Fenster- und Türrahmungen mit reich gestalteten Giebelaufsätzen über konsolengestützen Architraven. Das Objekt ist aus städtebaulichen und architektonischen Gründen als Baudenkmal schützenswert. | Ende des 19. Jahrhunderts      | V 025           | 1. Februar 2001         |
| Bismarck-Denkmal                                      | Bismarck-Denkmal                                      | Vierhausstraße/Odenkirchener Straße/Moses-Stern-Straße Lage | Das Bismarck-Denkmal steht unter großen Bäumen in einer Grünanlage nördlich der Vierhaus Straße, südlich der Moses-Stern-Straße und westlich der Odenkirchener Straße. Der Obelisk über mehrfach gestuftem Sockel und Unterbau, gehauen aus dunklem, magmatischem Gestein, mit polierter Oberfläche. Über einem gestuften Sockel erhebt sich der Unterbau, der ursprünglich in einem Medaillon auch das Porträt des Reichskanzlers Otto von Bismarck trug. Es ist heute verloren. Über einem umlaufenden Gesims schließt der monolithische Obelisk an. Eine vermutlich nachträglich angebrachte Bronzeplatte mit dem Namenszug des Reichskanzlers und der Inschrift „Ehrenbürger von Rheydt“ blieb erhalten. Das Objekt ist aus ortshistorischen Gründen als Baudenkmal schützenswert. Das Objekt ist bedeutend für die Geschichte des Menschen. Für seine Erhaltung und Nutzung liegen ortsgeschichtliche Gründe vor. | 1896                           | V 026           | 11. November 2005       |
| Totenhalle mit Kreuzweg und Friedhof                  | Totenhalle mit Kreuzweg und Friedhof                  | Viersener Straße 450 Lage                                   | Die Objekte (Totenhalle mit Kreuzweg und Friedhof) liegen am nordöstlichen Rand des zum Franziskushaus gehörenden Grundstücks unmittelbar an der Grenze zur Viersener Landwehr. Zur Anlage gehören eine kleine Totenhalle – zwischen 1908 und 1918 errichtet – und im äußeren Bild einer Kapelle vergleichbar, eine von dort ausgehende Kreuzweganlage (ab 1938) und ein Friedhof (ab 1918), auf dem bis heute die verstorbenen Schwestern der „Franziskanerinnen von der Buße und der christlichen Liebe“ beerdigt werden. Bei der Totenhalle handelt es sich um einen kleinen, heute stark mit Efeu bewachsenen Backsteinbau mit rundbogigen kleinen Fensteröffnungen im Chor, in den Seitenwänden und dem Westgiebel. Dieser nimmt auch die zweiflügelige rundbogige Holztür auf. Nach Osten schließt den Bau ein eingezogener, rund abschließender Chor ab. Markant ist das am Westgiebel aufsitzende gemauerte Kreuz und der als Dachreiter mit drei Rundbogenstellungen ausgebildete Aufsatz auf dem Hauptdach. Fensterrahmungen als Gussrahmen und eine kassettierte Holztür mit Belichtung in der oberen Hälfte runden das Bild ab. Anstelle der Originaleindeckung ist das Dach mit besandeten Dachbahnen neu eingedeckt. Kreuzweg: Ausgehend von der im Südwesten gelegenen Totenhalle erstreckt sich ein Kreuzweg aus sieben ca. 2,5 m hohen stelenförmigen Postamenten (ab 1938) nach Nordosten. In ihren auf beiden Seiten gelegenen Vertiefungen nehmen sie vierzehn mosaizierte Kreuzwegdarstellungen auf. Die Mosaike stammen aus der Hand von Schwester Elma König. Die Fertigstellung der Mosaiken zog sich bis nach dem Zweiten Weltkrieg hin. Kreuzanlage: südlich der an einem etwa in Südwest-Nordost-Richtung verlaufenden Weg gelegenen Kreuzwegstationen liegt seitlich auf einem niedrigen Hügel eine über eine achtstufige Treppenanlage erreichbare Kreuzanlage. Sie besteht aus einem quaderförmigen, als Altar bei Prozessionen genutzten Unterbau mit aufgehendem Kreuz, das als Mosaik eine Darstellung des auferstandenen Christus trägt. Seitlich davon liegen Priestergräber, während die Grabstätten der Schwestern auf einer nach Osten anschließenden Fläche liegen. Das Objekt ist bedeutend für die Geschichte des Menschen und für Städte und Siedlungen. Für seine Erhaltung und Nutzung liegen wissenschaftliche, architekturgeschichtliche und ortsgeschichtliche Gründe. | 1908/1918, und ab 1938         | V 027           | 5. Juni 2007            |
| Wegekreuz                                             | Wegekreuz                                             | Viersener Straße 115 Lage                                   | Siehe Wegekreuz Viersener Straße 115 | 1711                           | V 028           | 8. September 2008       |
| Wohn- und Geschäftshaus                               | Wohn- und Geschäftshaus                               | Von-der-Helm-Straße 2 Lage                                  | Siehe Von-der-Helm-Straße 2 (Mönchengladbach) | um 1900                        | V 029           | 11. Februar 2009        |
| Missionskreuz                                         | Missionskreuz                                         | Vikarienweg Lage                                            | Siehe Missionskreuz Giesenkirchen | 1863                           | V 030           | 28. Juli 2009           |
| evangelischer Friedhof am Wasserturm                  | evangelischer Friedhof am Wasserturm                  | Viersener Straße 71 Lage                                    | Siehe Evangelischer Friedhof Mönchengladbach | 1610, nachweislich 1854        | V 031           | 4. Mai 2011             |
| Wohnhaus                                              | Wohnhaus                                              | Viersener Straße 86 Lage                                    | Siehe Viersener Straße 86 (Mönchengladbach) | Anfang des 20. Jahrhunderts    | V 032           | 1. August 2011          |
| Wohnhaus                                              | Wohnhaus                                              | Viersener Straße 161 Lage                                   | Siehe Viersener Straße 161 (Mönchengladbach) | um 1910/13                     | V 033           | 23. Oktober 2012        |
| Bild gesucht BW                                       | Anbau und Garten mit umgebender Gartenmauer           | Viersener Straße 20 Lage                                    | |                                | V 034           | 9. August 2017          |
| Wohngeschäftshaus                                     | Wohngeschäftshaus                                     | Wallstraße 9 Lage                                           | Siehe Wallstraße 9 (Mönchengladbach) | Mitte des 19. Jahrhunderts     | W 001           | 4. Dezember 1984        |
| Wohngeschäftshaus                                     | Wohngeschäftshaus                                     | Wilhelm-Niessen-Straße 9 Lage                               | Siehe Wilhelm-Niessen-Straße 9 (Mönchengladbach) | Jahrhundertwende               | W 002           | 4. Dezember 1984        |
| Wohnhaus                                              | Wohnhaus                                              | Waldhausener Straße 98 Lage                                 | Siehe Waldhausener Straße 98 (Mönchengladbach) | Jahrhundertwende               | W 003           | 4. Dezember 1984        |
| Wohnhaus                                              | Wohnhaus                                              | Waldhausener Straße 100 Lage                                | Siehe Waldhausener Straße 100 (Mönchengladbach) | Jahrhundertwende               | W 004           | 4. Dezember 1984        |
| Wohnhaus                                              | Wohnhaus                                              | Waldhausener Straße 102 Lage                                | Siehe Waldhausener Straße 102 (Mönchengladbach) | Jahrhundertwende               | W 005           | 4. Dezember 1984        |
| Wohnhaus                                              | Wohnhaus                                              | Waldhausener Straße 104 Lage                                | Siehe Waldhausener Straße 104 (Mönchengladbach) | Jahrhundertwende               | W 006           | 4. Dezember 1984        |
| Wohnhaus                                              | Wohnhaus                                              | Waldhausener Straße 106 Lage                                | Siehe Waldhausener Straße 106 (Mönchengladbach) | Jahrhundertwende               | W 007           | 4. Dezember 1984        |
| Wohnhaus                                              | Wohnhaus                                              | Waldhausener Straße 108 Lage                                | Siehe Waldhausener Straße 108 (Mönchengladbach) | 1890                           | W 008           | 4. Dezember 1984        |
| Wohngeschäftshaus                                     | Wohngeschäftshaus                                     | Wallstraße 11 Lage                                          | Siehe Wallstraße 11 (Mönchengladbach) | 19. Jh.                        | W 009           | 12. April 1999          |
| ehemalige Seidenweberei Arnz                          | ehemalige Seidenweberei Arnz                          | Watelerstraße 32, 38, 54, 70, 72 Lage                       | Siehe Watelerstraße 32 (Mönchengladbach) | 19. Jh.                        | W 010           | 4. Dezember 1984        |
| Schule                                                | Schule                                                | Wilhelm-Strauß-Straße 94/96 Lage                            | Siehe Sonderschule Rheydt | um 1900                        | W 011           | 24. September 1985      |
| Maria-Lenssen-Berufskolleg                            | Maria-Lenssen-Berufskolleg                            | Werner-Gilles-Straße 18-22 Brucknerallee 57 Lage            | Siehe Maria-Lenssen-Berufskolleg | 1907                           | W 012           | 24. September 1985      |
| Karnevalsmuseum Altes Zeughaus                        | Karnevalsmuseum Altes Zeughaus                        | Weiherstraße 2 Lage                                         | Siehe Karnevalsmuseum Altes Zeughaus | 18. Jh.                        | W 013           | 14. Oktober 1986        |
| Fachwerkhaus                                          | Fachwerkhaus                                          | Weiherstraße 4/6 Lage                                       | Siehe Weiherstraße 4–6 (Mönchengladbach) | 18. Jh.                        | W 014           | 14. Oktober 1986        |
| Wasserturm                                            | Wasserturm                                            | Wickrather Straße 257 Lage                                  | Siehe Wasserturm Rheydt | 1895                           | W 015           | 14. Oktober 1986        |
| Wohnhaus                                              | Wohnhaus                                              | Waisenhausstraße 39 Lage                                    | Siehe Waisenhausstraße 39 (Mönchengladbach) | Ende des 19. Jahrhunderts      | W 016           | 2. Juni 1987            |
| Fachhochschule Niederrhein                            | Fachhochschule Niederrhein                            | Webschulstraße 31/33 Rheydter Straße 291 Lage               | Das Objekt besteht aus dem Schulgebäude (Webschulstraße 31), dem ehemaligen Direktorenhaus (Webschulstraße 33), der ehemaligen Werkhalle an der Webschulstraße (Fassade und vorderer Baukörper mit Sheddach) und dem ehemaligen Warenprüfamt für das Textilwesen (Rheydter Straße 291). Schulgebäude: Es handelt sich um einen 2-geschossigen Backsteinbau in neugotischen Formen. Die Straßenfassade gliedert sich in zwei Eck- und einen Mittelrisaliten mit farbig glasierten Backsteinen und Keramikreliefs. Die ehemals vorhandenen Ziergiebel wurden nach starker Kriegszerstörung nicht wieder aufgebaut. Die Haupteingangstür, das Treppenhaus und die Flurbereiche mit gemauerten Gurtbögen und Kreuzgratwölbung sind erhalten, außerdem im Dachgeschoss ein Hörsaal mit noch kompletter Bestuhlung aus der Wiederaufbauzeit. Die westlich an der Webschulstraße anschließende eingeschossige Sheddach-Werkhalle mit im Prinzip ursprünglicher, lisenengegliederter Backsteinfassade gehört wegen ihrer straßenbildprägenden Wirkung und als funktional integraler Bestandteil der historischen Ausbildungsstätte zum Denkmal. Östlich des Hauptgebäudes, an der Ecke zur Richard-Wagner-Straße, steht das weitgehend original erhaltene ehemalige Direktorenhaus. Das zweigeschossige Eckgebäude wird an beiden Straßenseiten durch einen risalitartig vorgezogenen Vorsprung mit Fachwerk-Ziergiebel abgeschlossen. Über Eck ist ein erkerartiger Turm angeordnet, der im Bereich des Erdgeschosses auf gemauerten Konsolen ruht. Den oberen Abschluss bildet ein gemauertes Gesims mit darüber liegendem Fachwerkverband. Das zunächst flach geneigte Zeltdach geht in ein pyramidenförmiges Helmdach mit Zierspitze über. Zwischen Eckturm und Ziergiebel ist an jeder Straßenseite eine Dachgaube im Satteldach angeordnet. Die gegliederte Backsteinfassade ist wie der Ziergiebel und der an der Nordseite angefügte Wintergarten in verzierter Holzbauweise original erhalten. Die Fenster und Fenstereinteilungen sind teilweise original erhalten, ebenso im inneren Treppenhaus, Fliesenboden sowie Zimmertüren mit neugotisch gestalteten Gewänden. Der zwischen Schulgebäude und Direktorenhaus im Wiederaufbau errichtete Zwischenbau ist nicht Teil des Denkmals. An der Rheydter Straße befindet sich das ehemalige Öffentliche Warenprüfamt für das Textilgewerbe in Mönchengladbach. Das 1916 fertiggestellte Gebäude wurde 1944 stark beschädigt und 1951 wieder in Betrieb genommen. Es handelt sich um ein dreigeschossiges Backsteingebäude mit fünf Fensterachsen, Natursteingesimsbändern, Natursteinfensterbänken, Walmdach mit Dachgesims und drei Dachgauben zur Straßenseite. Im 1. Obergeschoss befindet sich ein Mittelerker auf Natursteinkonsolen. Originale Haustür sowie teilweise alte Fenster sind erhalten, im Erdgeschoss als Rundbogenfenster, im Obergeschoss mit Stichbögen. Der Sockel, die Brüstungsfelder und die Fensterstürze sind als Ziermauerwerk bzw. durch gemauerte Stürze hervorgehoben. Der Eingangsbereich mit Treppenhaus ist an der Südseite risalitartig vorgebaut. In diesem Vorbau sind im 1. und 2. Obergeschoss östlich des Treppenhauses Loggien eingebaut | 1899–1901 und 1914–1916        | W 017           | 11. Januar 1988         |
| Schule                                                | Schule                                                | Wallstraße 10/12 Lage                                       | Siehe Marienschule (Mönchengladbach) | 1895, 1910, 1913               | W 018           | 13. September 1988      |
| Wohngeschäftshaus                                     | Wohngeschäftshaus                                     | Wilhelm-Strauß-Straße 38 Lage                               | Siehe Wilhelm-Strauß-Straße 38 (Mönchengladbach) | um 1902                        | W 019           | 29. August 1988         |
| Wohn- und Bürohaus                                    | Wohn- und Bürohaus                                    | Wilhelm-Strauß-Straße 40 Lage                               | Siehe Wilhelm-Strauß-Straße 40 (Mönchengladbach) | 1902                           | W 020           | 29. August 1988         |
| Hofanlage                                             | Hofanlage                                             | Wolfsittard 110 Lage                                        | Siehe Wolfsittard 110 | 1903                           | W 021           | 7. September 1988       |
| Wohnhaus                                              | Wohnhaus                                              | Wilhelm-Strauß-Straße 17 Lage                               | Siehe Wilhelm-Strauß-Straße 17 (Mönchengladbach) | 1902                           | W 022           | 6. März 1989            |
| Wohnhaus                                              | Wohnhaus                                              | Wilhelm-Strauß-Straße 15 Lage                               | Siehe Wilhelm-Strauß-Straße 15 (Mönchengladbach) | 1902                           | W 023           | 6. März 1989            |
| Wohnhaus                                              | Wohnhaus                                              | Wickrather Straße 39 Lage                                   | Siehe Wickrather Straße 39 (Mönchengladbach) | 1903                           | W 024           | 12. Juni 1989           |
| Wohngeschäftshaus                                     | Wohngeschäftshaus                                     | Watelerstraße 2/4 Lage                                      | Siehe Watelerstraße 2–4 (Mönchengladbach) | 1906                           | W 025           | 15. Juni 1989           |
| Wohnhaus                                              | Wohnhaus                                              | Waisenhausstraße 22 Lage                                    | Siehe Waisenhausstraße 22 (Mönchengladbach) | 1899–1901                      | W 026           | 5. Februar 1990         |
| Wohnhaus                                              | Wohnhaus                                              | Webschulstraße 26 Lage                                      | Siehe Webschulstraße 26 (Mönchengladbach) | 1911                           | W 027           | 7. August 1990          |
| Wohnhaus                                              | Wohnhaus                                              | Webschulstraße 28 Lage                                      | Siehe Webschulstraße 28 (Mönchengladbach) | 1911                           | W 028           | 7. August 1990          |
| Wohnhaus                                              | Wohnhaus                                              | Webschulstraße 30 Lage                                      | Siehe Webschulstraße 30 (Mönchengladbach) | 1911                           | W 029           | 7. August 1990          |
| Wohnhaus                                              | Wohnhaus                                              | Wilhelm-Strater-Straße 29 Lage                              | Siehe Wilhelm-Strater-Straße 29 (Mönchengladbach) | 1905                           | W 030           | 23. Juni 1992           |
| Wohnhaus                                              | Wohnhaus                                              | Wilhelm-Strauß-Straße 97 Lage                               | Siehe Wilhelm-Strauß-Straße 97 (Mönchengladbach) | 1907                           | W 031           | 2. Februar 1993         |
| Fachwerkhaus                                          | Fachwerkhaus                                          | Wyenhütte 14 Lage                                           | Siehe Wyenhütte 14 | 18. Jh.                        | W 032           | 2. Februar 1993         |
| Schule mit Wohnhaus                                   | Schule mit Wohnhaus                                   | Wiedemannstraße 42-48 Lage                                  | Siehe Wiedemannstraße 42–48 (Mönchengladbach) | 1906                           | W 033           | 3. Juni 1993            |
| Wohnhaus                                              | Wohnhaus                                              | Wilhelm-Niessen-Straße 5 Lage                               | Siehe Wilhelm-Niessen-Straße 5 (Mönchengladbach) | 1899                           | W 034           | 3. Juni 1993            |
| Wohnhaus                                              | Wohnhaus                                              | Wilhelm-Niessen-Straße 7 Lage                               | Siehe Wilhelm-Niessen-Straße 7 (Mönchengladbach) | 1899                           | W 035           | 3. Juni 1993            |
| Villa/Kindergarten                                    | Villa/Kindergarten                                    | Wilhelm-Strauß-Straße 18 Lage                               | Siehe Wilhelm-Strauß-Straße 18 (Mönchengladbach) | 1899                           | W 036           | 17. September 1996      |
| Wohnhaus                                              | Wohnhaus                                              | Wilhelm-Niessen-Straße 13 Lage                              | Siehe Wilhelm-Niessen-Straße 13 (Mönchengladbach) | 1900                           | W 037           | 3. Juni 1993            |
| Wohnhaus                                              | Wohnhaus                                              | Winkelner Straße 6 Lage                                     | Siehe Winkelner Straße 6 (Mönchengladbach) | 1901                           | W 038           | 24. August 1994         |
| Verwaltungsgebäude                                    | Verwaltungsgebäude                                    | Wingertsplatz 1 Lage                                        | Siehe Wingertsplatz 1 (Mönchengladbach) | 1910 bzw. 1922                 | W 039           | 21. Juni 1996           |
| Kapelle                                               | Kapelle                                               | zwischen Wetschewell 251–253 Lage                           | Siehe Kapelle Wetschewell | 1956–1960                      | W 040           | 11. November 2005       |
| Wohngeschäftshaus                                     | Wohngeschäftshaus                                     | Wallstraße 5 Lage                                           | Siehe Wallstraße 5 (Mönchengladbach) | zwischen 1863 und 1879         | W 041           | 5. April 2012           |
| Wohngeschäftshaus                                     | Wohngeschäftshaus                                     | Wallstraße 7 Lage                                           | Siehe Wallstraße 7 (Mönchengladbach) | zwischen 1863 und 1879         | W 042           | 5. April 2012           |
| Kaplanei                                              | Kaplanei                                              | Waisenhausstraße 16 Lage                                    | |                                | W 043           | 22. Oktober 2018        |
| Hofanlage                                             | Hofanlage                                             | Zur Mühle 10 Lage                                           | Siehe Zur Mühle 10 (Mönchengladbach) | 1900                           | Z 001           | 14. Mai 1985            |
| Wohnhaus (Villa)                                      | Wohnhaus (Villa)                                      | Zoppenbroich 65/67 Lage                                     | Siehe Zoppenbroich 65–67 (Mönchengladbach) | 1910                           | Z 002           | 5. Februar 1990         |
| Hofanlage                                             | Hofanlage                                             | Zur Mühle 2 Lage                                            | Siehe Zur Mühle 2 (Mönchengladbach) | 1732, 1852, 19. Jahrhundert    | Z 003           | 18. April 2005          |
| Gedenkkreuz Zum Lockhütter Weg                        | Gedenkkreuz Zum Lockhütter Weg                        | Zum Lockhütter Weg Lage                                     | Siehe Gedenkkreuz Zum Lockhütter Weg | 1950                           | Z 004           | 22. Januar 1997         |